# パリ、カウントダウン
『パリ、カウントダウン』（Le jour attendra）は2013年のフランスの犯罪映画。エドガル・マリーの監督デビュー作で、出演はジャック・ガンブランとオリヴィエ・マルシャルなど。
かつて自分たちの命と引き換えに警察に売った男が出所したことから復讐を恐れて夜のパリの街を逃げ回る2人組の男たちを描いたサスペンススリラー。
監督のマリーは本作の主演であるマルシャルが監督・脚本を務めた『そして友よ、静かに死ね』（2011年）で共同脚本を務めている。
日本では劇場未公開だが、2014年6月15日にWOWOWで放送された。

## ストーリー
ヴィクトルとミランは子供時代からの親友で、共同でナイトクラブを経営していたが、多額の借金を抱えていたため、ミランは夜の街のボスであるウィルフリドの口利きで麻薬の取引を手伝うことを勝手に決める。ヴィクトルは強く反対したが、取引相手であるセルキの手下らに脅迫されてやむなくミランとともに取引現場のメキシコに行くことになる。ところがセルキと落ち合ったメキシコの現場で2人はセルキとともに警察に逮捕されてしまう。警察からの激しい拷問を受け、ミランはヴィクトルを救うために仕方なく警察が言うままにセルキを売り渡す。2人は何とか釈放されるが、これをきっかけにヴィクトルはミランと絶縁する。
それから6年後、セルキが裏取引によって釈放される。復讐を恐れたヴィクトルは妻子を守るためにウィルフリドと取り引きし、ミランをセルキに売り渡そうとするが、咄嗟にミランがセルキの手下を殴り倒して逃げ出したことから、ヴィクトルもミランとともに夜のパリの街を逃亡することになる。ミランの経営するナイトクラブの共同経営者であるアレックスの手配でミランは海外に逃げることにするが、アレックスや部下がセルキに殺されたことを知ったミランは殺し屋に頼んでセルキを殺そうと決心する。しかし、既に殺し屋もセルキ側についていることを知ったミランは、セルキやその手下らとの激しい銃撃戦の末にかろうじて逃げ出す。そして、追っ手たちを容赦なく射殺するミランの姿に、ヴィクトルはミランに対してこれまで抱いていた不満をぶつけると、制止するミランを振り切って警察に保護を求めることを決める。一方、怒り狂ったセルキは、ミランの元妻コラリーを襲って脅迫すると、そもそもの原因を作ったウィルフリドを殺害する。コラリーと2人の娘たちの無事を確認したミランはある決心を胸に彼女らに別れを告げる。
警察に連絡したヴィクトルが妻サラと2人の息子らと荷物をまとめて逃げる準備をしていると、そこにセルキが現れる。ヴィクトルが死を覚悟したその瞬間、ミランがセルキを射殺する。唖然とするヴィクトルを前にミランは微かに笑みを浮かべると背後からやってきた警官隊に敢えて発砲し、警官隊の集中砲火を浴びて絶命する。泣き崩れるヴィクトルを警官隊が取り押さえる。

## キャスト
- ヴィクトル: ジャック・ガンブラン - レストランの経営者。
- ミラン: オリヴィエ・マルシャル - ナイトクラブの経営者。ヴィクトルの幼なじみの親友。
- セルキ: カルロ・ブラント（フランス語版） - 暗黒街の顔役。冷酷非情でイカレた男。
- ウィルフリド: レダ・カテブ - 夜の街のボスの地位を父親から継いだ男。
- エティアン: イゴール・スクレブラン - セルキの手下。
- ジョゼ: フランシス・ルノー - セルキの手下。
- サラ: アンヌ・カリエール（フランス語版） - ヴィクトルの妻。2人の息子の母親。
- コラリー: ロール・マルサック（フランス語版） - ミランの元妻。2人の娘の母親。
- アレックス: ソフィ・マイスター（フランス語版） - ミランのナイトクラブの共同経営者。

## 作品の評価
アロシネによれば、フランスの5つのメディアによる評価の平均点は5点満点中1.6点である。
Rotten Tomatoesによれば、10件の評論のうち高評価は10%にあたる1件のみで、平均点は10点満点中4.54点となっている。
Metacriticによれば、9件の評論のうち、高評価はなく、賛否混在は5件、低評価は4件で、平均点は100点満点中35点となっている。